# SJ Y2
Die Baureihe Y2 ist die schwedische Bezeichnung für einen Dieseltriebwagenzug, der unter der Bauartbezeichnung des Herstellers ABB Scandia in Dänemark als Baureihe MF (IC3) bekannt ist. Die Reihe MF wurde weitgehend in Dänemark entwickelt und hergestellt. Wichtige Komponenten wie Dieselmotoren, Drehgestelle und Getriebe kommen aus Deutschland, der Wagenkasten aus der Schweiz.
Der Zug besteht aus drei Fahrzeugteilen, den beiden motorisierten Endwagen sowie einem Mittelwagen. Die Wagenkästen ruhen auf vier Drehgestellen mit Luftfederung des deutschen Herstellers Wegmann. Sie sind wie die modernen norwegischen Triebzüge (BM70, BM69 oder BM92) aus Leichtmetall gefertigt. Die Frontseite der Züge hat eine breite Tür und einen Gummibalg, so dass ein Zug aus mehreren Einheiten gebildet werden kann und ein Übergang zwischen den Einheiten möglich ist. Die Triebwageneinheit wird von vier Dieselmotoren des deutschen Motorenhersteller Deutz angetrieben.
Jeder Zug ist knapp 59 Meter lang und hat ein Leergewicht von etwa 97 Tonnen. In der normalen Version verfügt die Einheit über 144 Sitzplätze. Sie sind mit einem mechanischen Automatikgetriebe ausgerüstet. Die Höchstgeschwindigkeit beträgt 180 km/h. Alle Züge erhielten in Schweden einen Namen.
Mehrere Züge waren auf der Blekinge kustbana im Einsatz, bevor diese elektrifiziert wurde. Nach der Elektrifizierung wurden die Züge überflüssig und nach Israel und Dänemark verkauft. Dazu gab es Einsätze auf der Stångådalsbanan sowie auf der Strecke Kalmar–Linköping und auf der Tjustbanan Västervik–Linköping.

## Y2K
Während der Y2 nur in Schweden fahren darf, besitzen die in Dänemark und Schweden zugelassenen Triebwagenzüge die Bezeichnung Y2K.

## Verbleib
Von den ursprünglich 20 Zügen wurden Y2 1379 bis 1384 für den Kustpilen verwendet. Dort wurden sie zusammen mit vier Triebwagen der Baureihe X31K auf den Strecken von Linköping nach Västervik und nach Kalmar eingesetzt. Am 12. Dezember 2021 wurde der Kustpilen Teil von Krösatågen. Damit verschwand der Begriff Kustpilen nach dreißig Jahren.
Die Züge Y2 1367, 1368, 1370 und 1371 wurden 2003 von Blekinge Länstrafik AB nach Dänemark verkauft. Sie werden seither als MF 5093–5096 von den DSB eingesetzt. Y2 1376 wurde nach einem Unfall in Nosaby 2004 wiederhergestellt und zusammen mit den anderen neun Einheiten 2005 nach Israel verkauft.

## Namen

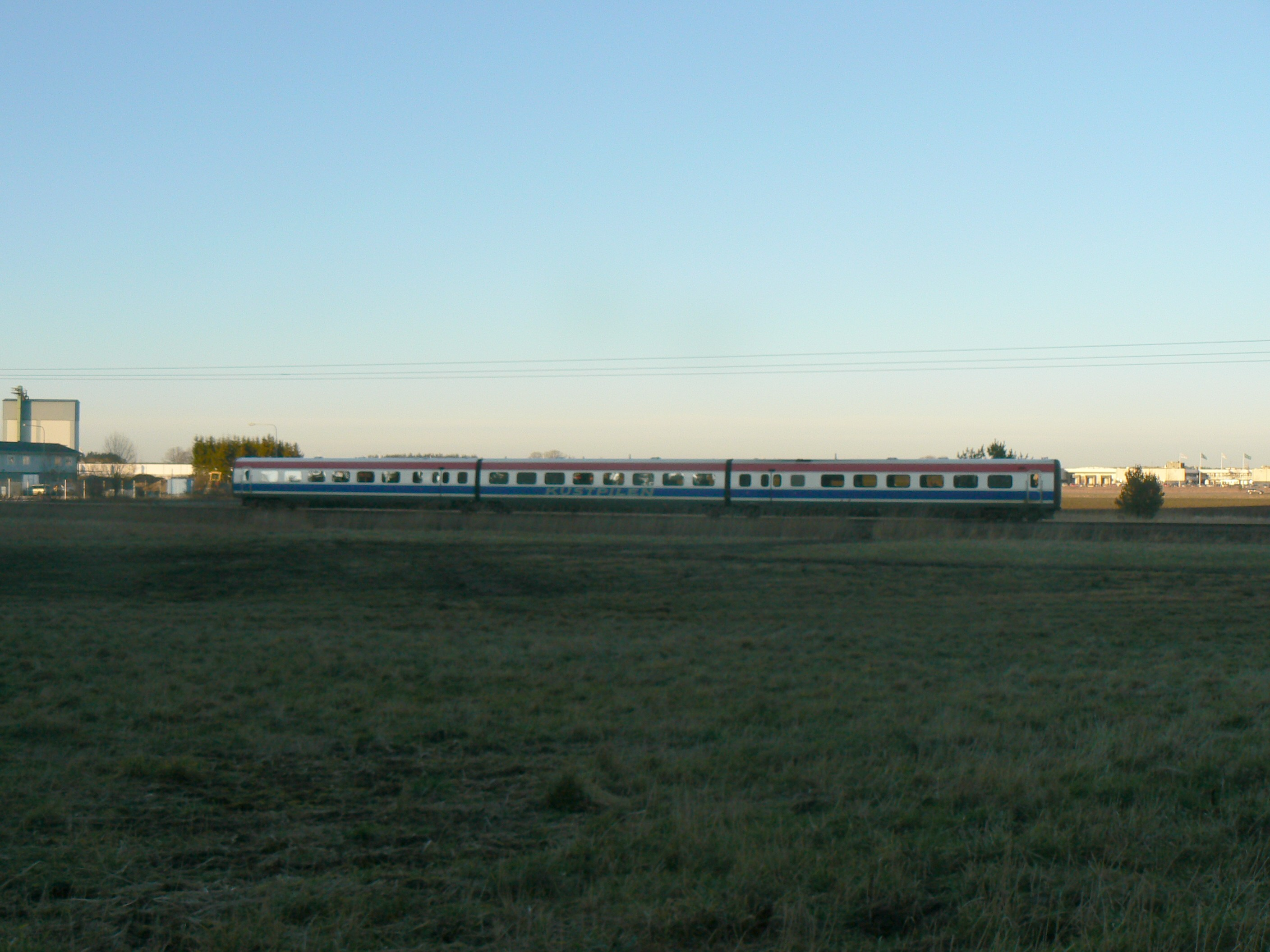
Kustpilen bei Linköping 2008

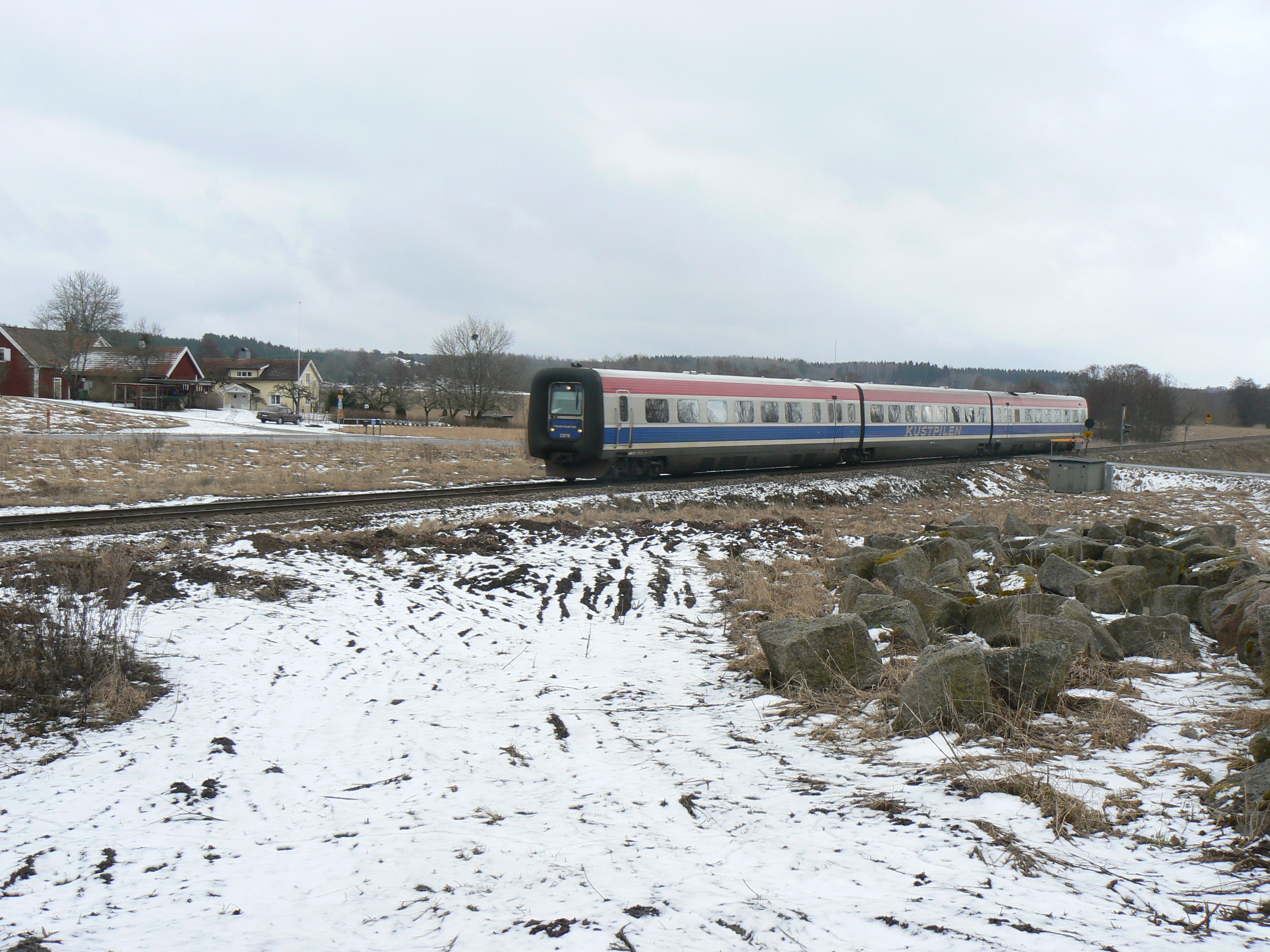
Y2 bei Sturefors

Alle 20 Triebzüge wurden nach Persönlichkeiten benannt:
- Y2 1367  af Chapman
- Y2 1368  Brunnskällan
- Y2 1369  Christina Piper
- Y2 1370  Ask och Embla
- Y2 1371  Harry Martinson
- Y2 1372  Alice Tegner
- Y2 1373  Horrevinn
- Y2 1374  Rutger McLean
- Y2 1375  CJF Ljunggren
- Y2 1376  Christian IV
- Y2 1377  Claes Adelsköld
- Y2 1378  August Ehrenborg
- Y2 1379  Folke Filbyter
- Y2 1380  Kisa-Mor
- Y2 1381  Carl Boberg
- Y2 1382  Nils Dacke
- Y2 1383  Anna Bielke
- Y2 1384  Herulen
- Y2 1385  Svend Povlsen
- Y2 1386  Wilhelm Wendt